# Grigorij Kajdanov
Grigorij Zinov'evič Kajdanov (in russo Григорий Зиновьевич Кайданов?; Berdyčiv, 11 ottobre 1959) è uno scacchista statunitense di origine sovietica, Grande maestro.
Nato nella repubblica sovietica d'Ucraina, si trasferì con la famiglia a pochi anni d'età a Kaliningrad, nella repubblica russa. Nel 1972 vinse il campionato under-14 della Repubblica Federativa Russa.
Nel 1987 vinse il torneo di Mosca, sconfiggendo tra gli altri l'astro nascente e futuro campione del mondo Viswanathan Anand. L'anno successivo ottenne il titolo di grande maestro.
Nel 1991 si trasferì con la moglie e i due figli negli Stati Uniti a Lexington nel Kentucky, dove vive tuttora. Nell'ottobre 2021 si è laureato Campione statunitense seniores.
Tra gli altri principali risultati i seguenti:
- 1988 : 1º a Leopoli
- 1990 : 1º al torneo di Hastings
- 1992 : 1º al World Open di Filadelfia
- 1998 : medaglia d'argento con la squadra USA alle olimpiadi di Elista
- 2001 : vince il North American Open Chess Championship
- 2002 : vince il fortissimo "Aeroflot Open" di Mosca, davanti a 82 grandi maestri
- 2008 : vince con 7/9 il Gausdal Classics di Gausdal in Norvegia[2]